# Pichi Mahuida
Pichi Mahuida (en mapudungun: pichí= chico, mahuida=montaña, cordillera)  es un paraje rural y una comisión de fomento del departamento homónimo, en la provincia de Río Negro, Argentina.

## Población
El ejido de la comisión de fomento, contaba con 7 habitantes (Indec, 2001). La población, según el censo 2010, alcanzó los 46 habitantes, 39 hombres y 7 mujeres.
El censo 2022 arrojó 22 viviendas con una población estable de 10 habitantes en la comisión de fomento.Es uno de los tres casos en la provincia donde existen más viviendas que habitantes junto con Cona Niyeu y Arroyo Ventana. 

## Geografía
Al norte del Río Colorado, es decir, ya en la provincia de la Pampa se encuentra la serranía muy baja llamada Pichi Mahuida.

## Imágenes

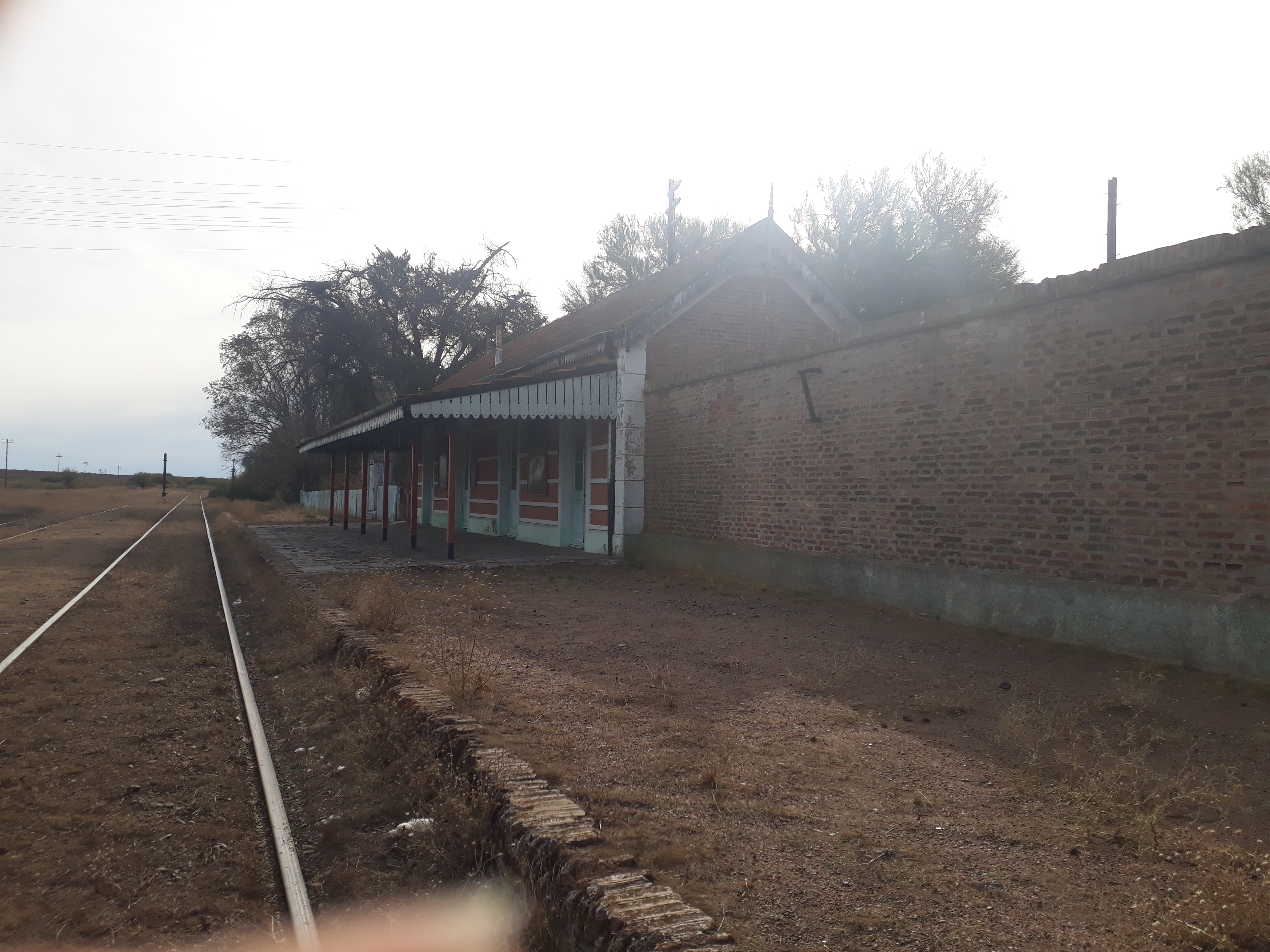
Estación Pichi Mahuida
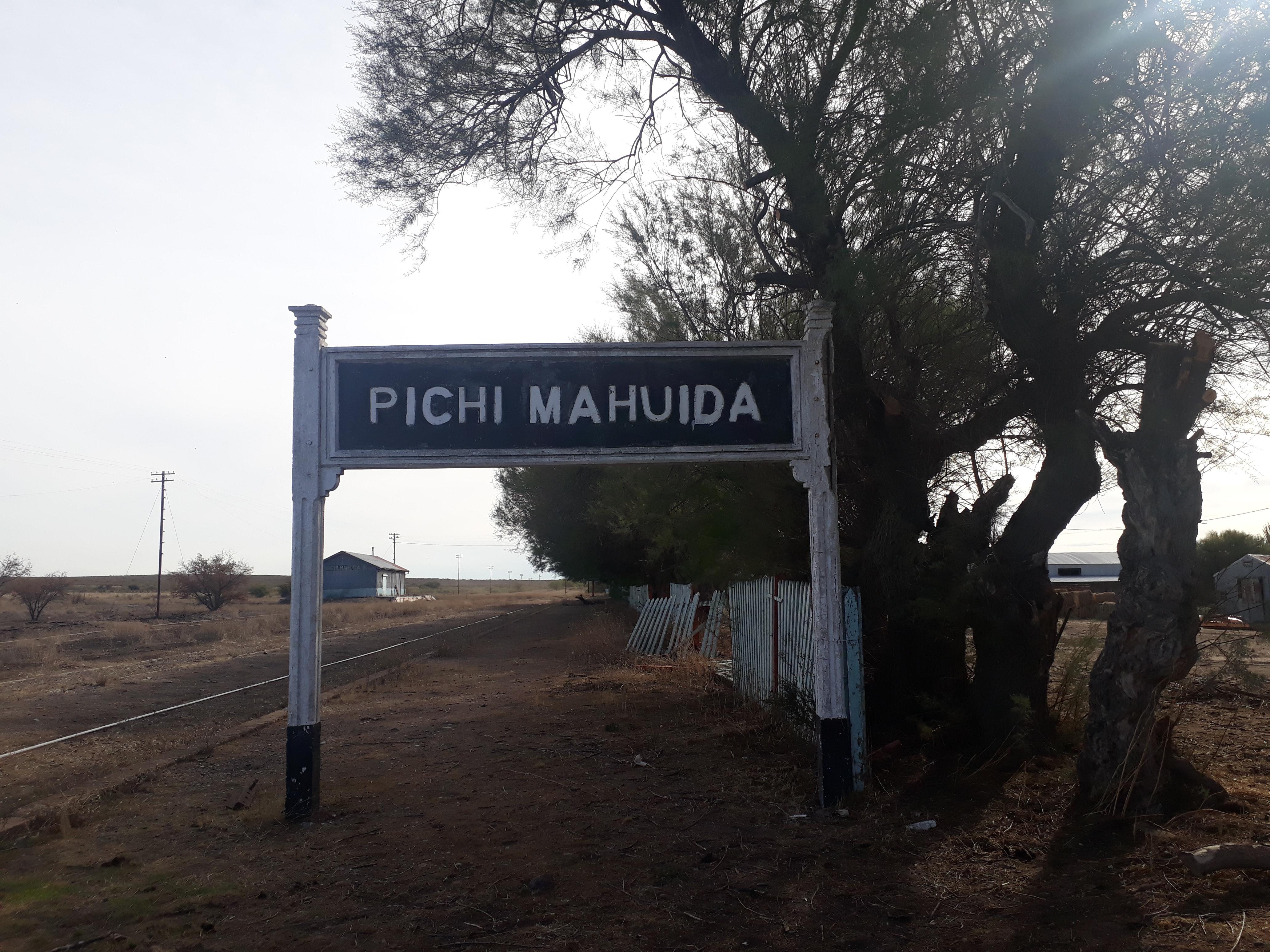
Cartel del paraje rural Pichi Mahuida.